# ファンイン

3入力のANDゲートのファンインは3である。

ファンイン（英語：Fan-in）は、 論理ゲートが処理できる入力数を表す。 たとえば、図に示すANDゲートのファンインは3つである。  大きなファンインを持つものは、小さなファンインを持つものよりも遅い傾向がある。 これは、入力回路の複雑性により、デバイスの入力容量が増加するためである。   ファンインの多い論理ゲートを使用すると、論理回路の深さを減らすのに役立つ。 